# Djursland
Djursland [ˈdjuːʔʀslanʔ] ist eine 1410,7 km² große Halbinsel im Osten Jütlands. Djurslands Nord- und Ostküste stellen glatte Küsten dar. Im Süden ist die Küste hingegen durch zahlreiche Nehrungshaken, Halbinseln und Buchten gegliedert. In der Mitte Djurslands erstreckt sich der verlandete Kolindsund.
Verwaltungsmäßig teilt sich Djursland in die Kommunen Norddjurs und Syddjurs, die zur Region Midtjylland gehören.

## Gliederung
In der Jungsteinzeit, die die Dänen Bauernsteinzeit nennen, teilte der Sund Djursland, später wurde er durch die Landhebung zum Binnensee (11. und 12. Jahrhundert) und letztlich zu Ackerland. Auf einer Insel im Sund lagen die beiden Hügelgräber von Barkjær. Im Osten Djurslands liegt die schwächelnde Industrie- und Hafenstadt Grenaa (14179 Einwohner). Im Höhenzug Mols Bjerge zählt der Agri Bavnehøj mit 137 m zu den höheren Bergen Dänemarks.
Dem Süden von Djursland sind mehrere Halbinseln vorgelagert, dazu zählt Mols, eine Moränenlandschaft. Sie bedeckt insbesondere die westliche Seite der Halbinsel. Heide, Sand, Wald und Weiden prägen die Landschaft. Seine Bewohner werden als die Ostfriesen Dänemarks gesehen, die der Volkskundler Evald Tang Kristensen (1843–1929) literarisch skizzierte. Über die Bewohner der Halbinsel, die Molboer, kursieren Witze, die sogenannten Molbohistorier, die den Witzen über die Bewohner von Aarhus, den Århushistorier, sehr ähneln. Am Südrand von Mols ragt die Halbinsel Helgenæs in die Århusbucht und im Südosten liegt die Halbinsel Hasnæs. Auf ihr befindet sich an der Ostküste der Bucht Ebeltoft Vig das malerische Landstädtchen Ebeltoft (7289 Einwohner), das bäuerlich und vor allem touristisch geprägt ist.

## Sehenswürdigkeiten

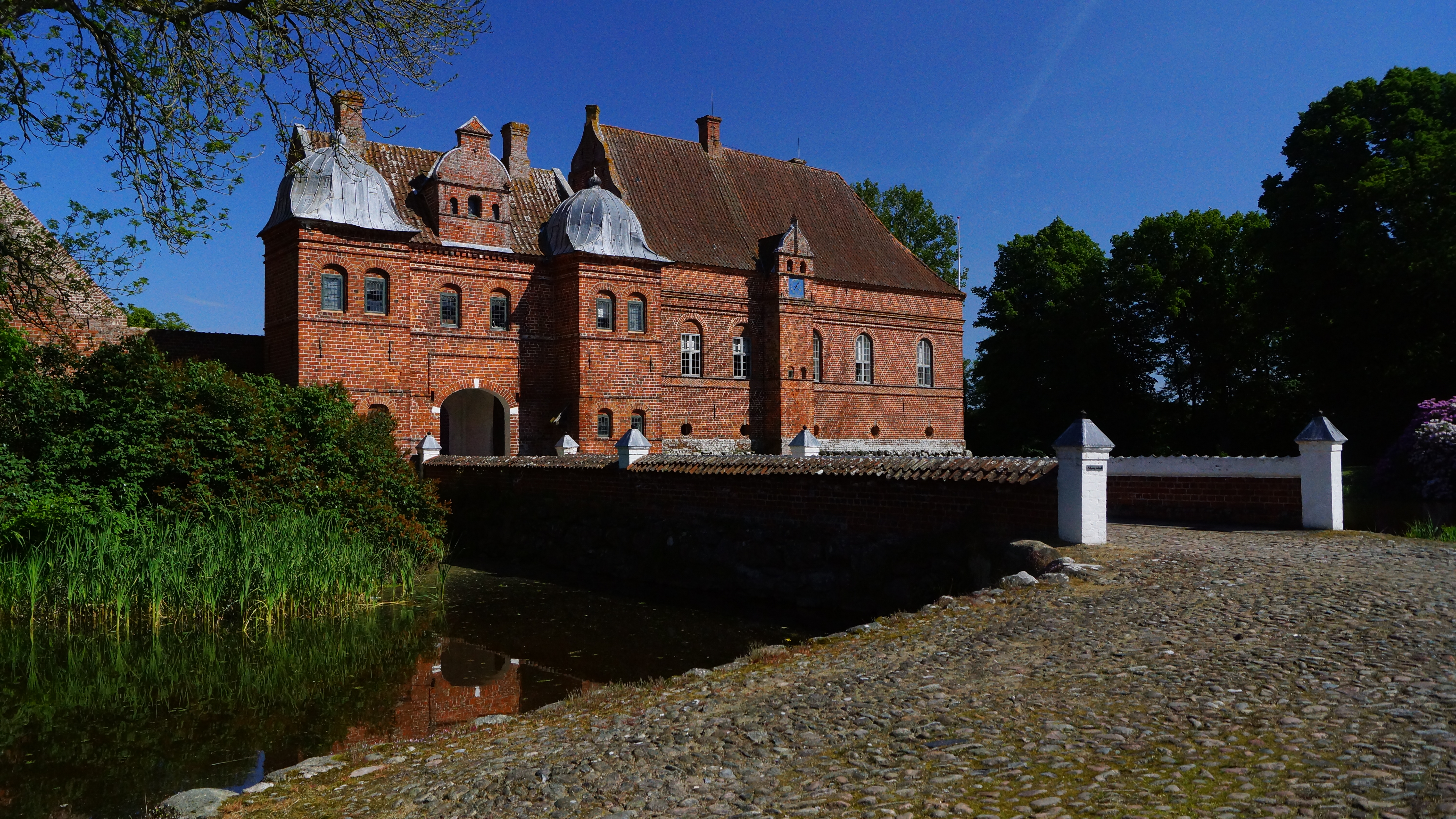
Skafføgård

Djursland ist bekannt für seine Landkirchen (Kirche von Agri, Kirche von Auning, Kirche von Ebeltoft, Kirche von Essenbæk bzw. die Kirche von Udby). Die Kirche von Thorsager ist die einzige Rundkirche Jütlands und stammt aus dem 13. Jahrhundert. Schlösser (Clausholm, Løvenholm, Rosenholm und Skaføgaard) und  Herrensitze (Gammel Estrup) spiegeln die ostjütische Gutskultur.
Unterhalb des Ortes Rønde liegt die Ruine der mittelalterlichen Burg Kalø, ein Damm verbindet die Anlage mit dem Festland.

Runensteine
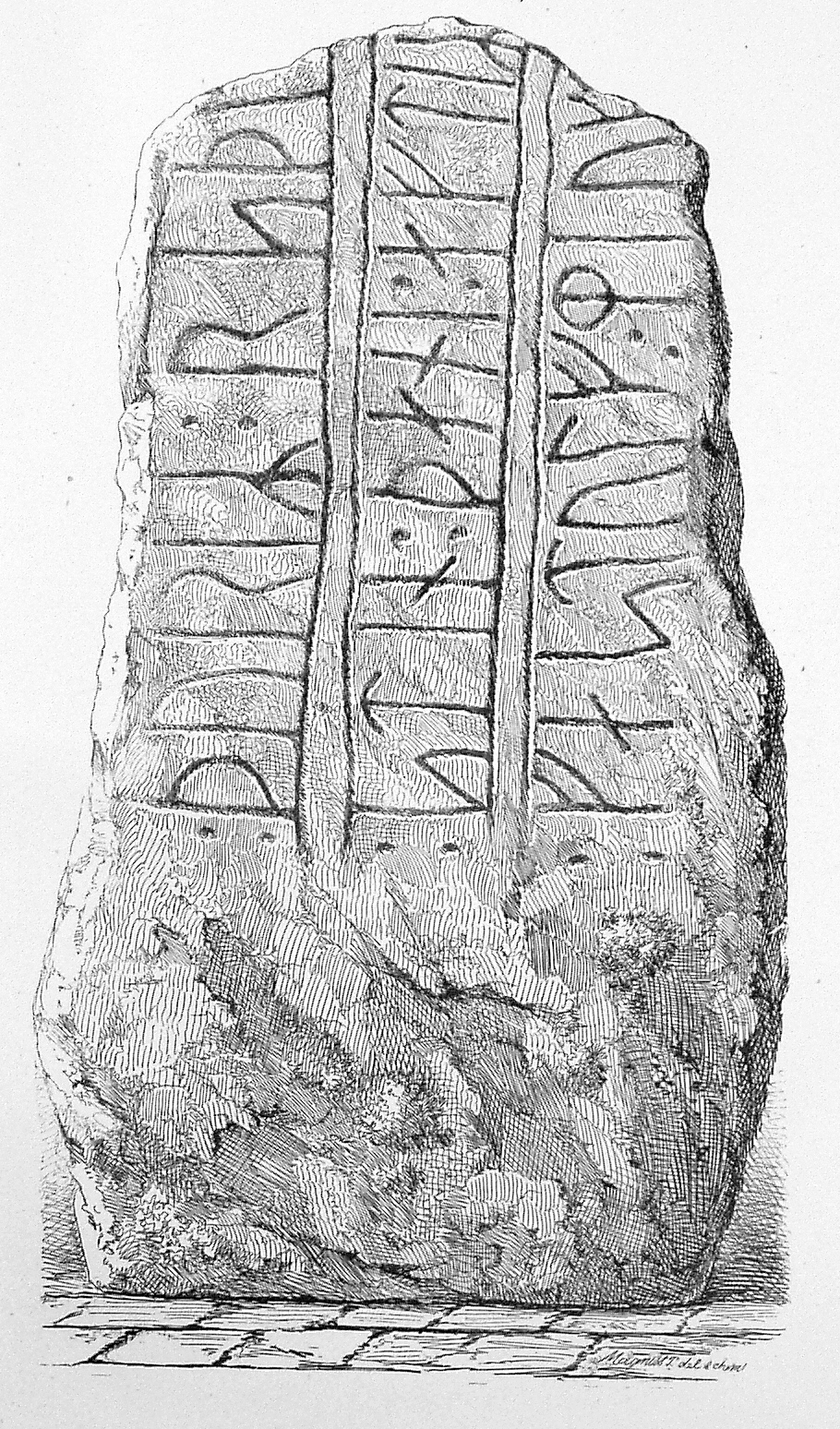
Runenstein von Øster Alling
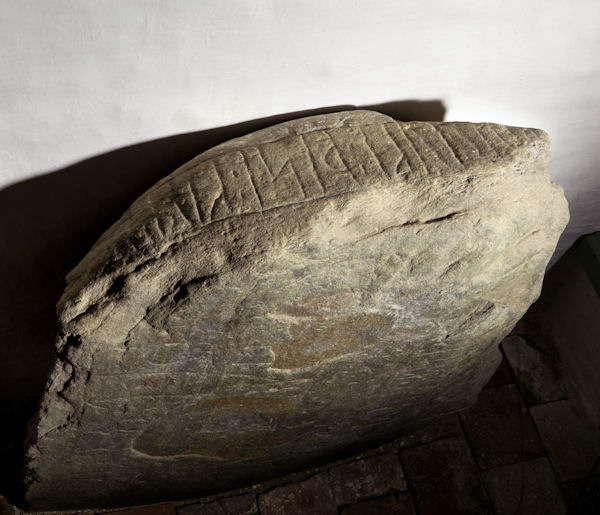
Runenstein von Virring
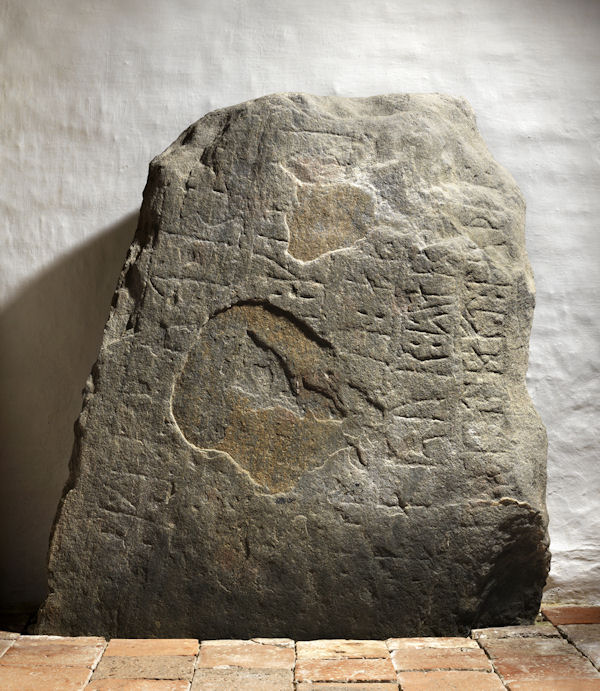
Runenstein von Virring

Es finden sich zahlreiche Vorzeitdenkmäler, u. a. das Tustruper Gräberfeld, die Dolmen am Dystrup Sø, die Dolmen in der Balle Mark, bei Stenvad oder Poskær Stenhus. Die über 150 Megalithanlagen in der Nordhälfte der Halbinsel sind überwiegend Dolmen mit polygonalem Grundriss oder rechteckige Urdolmen (54,4 %), während Ganggräber etwa 10,8 % ausmachen (34,8 % sind unbestimmt). Auffällig ist, dass einige Dolmen diagonale Zugänge haben, die ansonsten für Westschweden typisch sind.

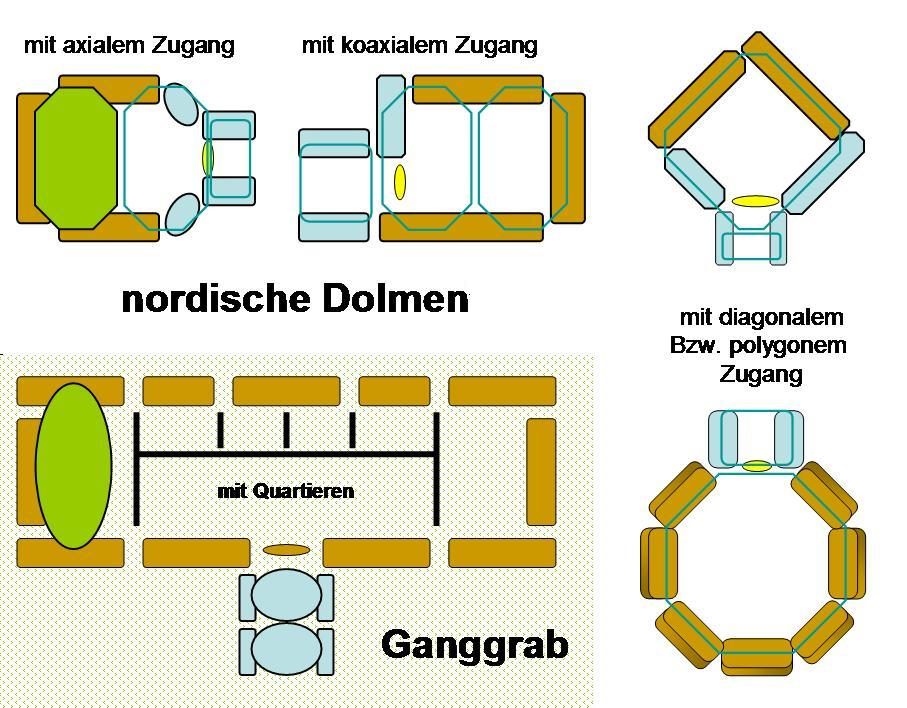
Nordische Dolmen – rechts oben

Es sind einige Runensteine bei oder in den Kirchen von Øster Alling, Kolind, Rimsø und Virring bewahrt. Eine Besonderheit ist der Maskenstein an der Sjellebro (Brücke über die Sjelle) an der A21.
Im Nordteil der Halbinsel wurde eine detaillierte Untersuchung zu den Böden, dem Siedlungsverhalten und der Art und dem Zustand der insgesamt 158 nachgewiesenen lithischen Vorzeitdenkmäler in der Region durchgeführt. Ein Drittel davon ist nicht mehr erhalten. Während sich die Siedlungsplätze im Laufe der Jahrtausende flexibel verlagerten, blieb ihre Gesamtzahl von der Vorzeit bis ins 18. Jahrhundert recht konstant.